# Bosque protector Corazón de Oro
El Bosque Protector "Corazón de Oro" es un área de bosque y vegetación protectores que tenía 533 km², es decir 54.145.44 hectáreas, que conforman el área perteneciente a la jurisdicción de las parroquias Jimbilla y San Lucas, en la provincia de Loja, y las parroquias Imbana y Sabanilla en la provincia de Zamora Chinchipe, en Ecuador. En el año 2012 se redujo el área a 12.644 hectáreas, dejando fuera varias poblaciones.
Debido a la incesante deforestación que se estaba dando en esta área y para proteger los recursos hídricos del sector, el bosque se creó el 15 de junio de 2000.